# Carlos Carneiro (ciclista)
Carlos Alberto Silva Carneiro (nascido em 14 de janeiro de 1970) é um antigo ciclista português. Profissional de 1991 a 2003, tem foi sobretudo Campeão de Portugal em estrada a dois postos em 1998 e 1999.

## Palmarés
- 1990
  - Grande Prémio Pereiro
- 1991
  - Grande Prêmio Internacional Costa Azul
  - 12 Voltas a Gafa
  - Grande Prémio Correio da Manhã :
    - Classificação geral

  - 1.ª etapa
  - Troféu E. Leclerc
- 1992
  - Grande Prémio Correio da Manhã
  - 2.º e 5. ª etapas da Volta a Murtosa
  - Volta a Terras de Santa Maria
  - 2.º da Volta a Terras de Santa Maria
- 1994
  - Volta a Terras de Santa Maria :
    - Classificação geral

  - 1.ª etapa
  - Volta ao Alentejo :
    - Classificação geral

  - 1.ª etapa
  - 2. ª etapa do Grande Prémio Lacticoop
- 1995
  - 8. ª etapa do Rapport Toer
  - Volta a Terras de Santa Maria :
    - Classificação geral

  - 1.ª etapa
  - Circuito de Malveira
  - 3.º de Porto-Lisboa
- 1997
  - 1.ª etapa da Volta a Portugal
- 1998
  -  Campeão de Portugal em estrada
  - 2.ª etapa da Volta a Tras os Montes e Alto Douro
  - Prólogo do Grande Prémio do Minho
  - Circuito de Moita
- 1999
  -  Campeão de Portugal em estrada
- 2000
  - GP Mosqueteiros - Rota do Marquês :
    - Classificação geral

  - 1.ª etapa
- 2005
  - Circuito de Moita

## Resultados na as grandes voltas

### Volta a Espanha
3 participações
- 1994 : fora de tempo (5. ª etapa)
- 1995 : abandono
- 2001 : 130.º